# Platja des Pianc
La platja des Pianc és una platja urbana del municipi de Cadaqués (Alt Empordà) situada a la badia de Cadaqués, al centre del poble, al sud de la platja des Poal, de característiques molt similars. Està delimitada pel carrer que recorre la costa de la península d'Oliguera. Està orientada al sud-oest, amb molt bones vistes de la població. Té una longitud de 40 m i una amplada mitjana de 10 m, formada per pedres i sorra gruixuda de color fosc, amb un pendent d'entrada a l'aigua suau, i està protegida de l'onatge. Sol estar ocupada per barques de pescadors varades.
L'origen del nom és incert, però podria referir-se a un antic propietari del terme, o al nom d'algun pescador popular.

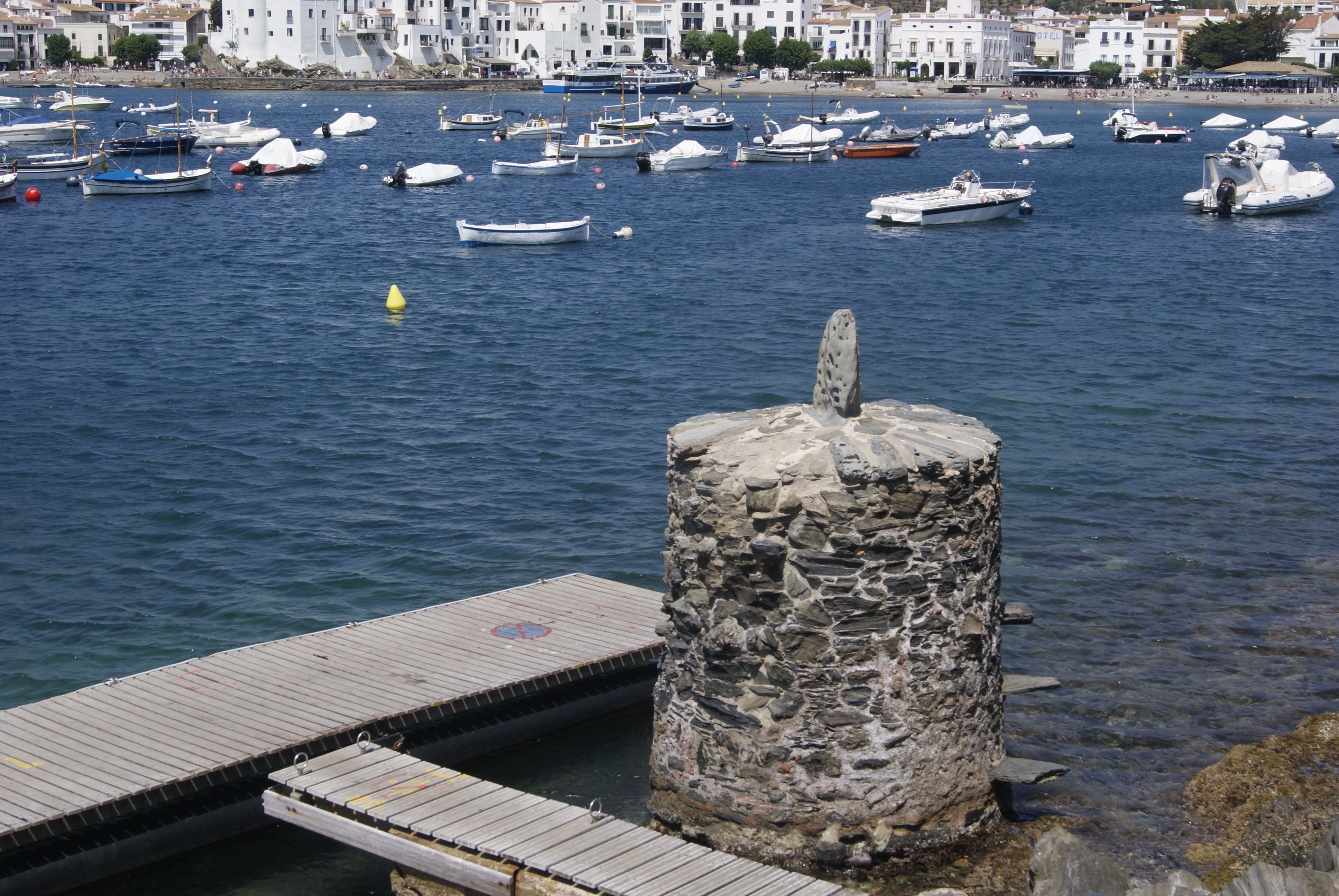
Norai d'en Tits

A l'extrem sud de la platja hi ha el Norai d'en Tits i el Norai des Pianc, anomenats 'pilons' en la parla popular local, antics amarradors del segle XIX, que estan inclosos en l'Inventari del Patrimoni Arquitectònic de Catalunya.
A la riba des Pianc, l'avinguda Víctor Rahola, hi ha la Torre Marc Massó i la Casa a la riba des Pianc, 13, incloses en l'Inventari del Patrimoni Arquitectònic de Catalunya